# Magda Strack
Magda Strack (1894 - 1988) fou una mezzosoprano alemanya. Va cantar diverses temporades al Gran Teatre del Liceu de Barcelona.